# Mais où est donc passée la septième compagnie ?
Pour une unité de transmissions réelle, voir 7e compagnie de commandement et de transmissions.
Pour les articles homonymes, voir 7e compagnie.
Série La Septième Compagnie
On a retrouvé la septième compagnie
(1975)
Pour plus de détails, voir Fiche technique et Distribution.
Mais où est donc passée la septième compagnie ? est un film français réalisé par Robert Lamoureux, sorti en 1973.

## Synopsis
Lors de la débâcle de juin 1940, la septième compagnie du 106e régiment de transmissions subit un raid aérien allemand, ce qui la force à se réfugier dans un bois. Trois hommes sont envoyés dans un poste d'observation : les soldats Pithivier (Jean Lefebvre) et Tassin (Aldo Maccione), et le sergent-chef Chaudard (Pierre Mondy). Ceux-ci établissent une liaison téléphonique entre leur position d'observation et le bois où la 7e compagnie est regroupée. Malheureusement, le fil téléphonique passant sous la route est soulevé par une branche et est rapidement repéré par une colonne allemande qui encercle la 7e compagnie et la fait prisonnière. Seuls les trois éclaireurs parviennent à s'échapper. 
Les trois soldats se cachent dans la forêt de Machecoul et ne sont pas pressés de rejoindre la ligne de front. Après une journée cachée, durant laquelle le sergent-chef tombe accidentellement dans l'étang tout habillé pendant que ses soldats se baignent et Pithiviers connait quelques problèmes avec sa chaussure. Chaudard se rend dans une ferme près de la forêt pour se ravitailler. C'est dans la ferme qu'il rencontre le lieutenant Duvauchel (Érik Colin), pilote de chasse dont l'avion a été abattu plus tôt dans la journée. Celui-ci accompagne Chaudard dans la forêt et  prend le commandement du groupe. Ils quittent la forêt le lendemain. Pendant ce temps, un autre soldat de la septième compagnie, Carlier, parvient à échapper à la vigilance des allemands et à s’enfuir.
Dans une bourgade, ils croisent une dépanneuse de char allemande et sont forcés, par une maladresse de Pithivier, de se battre. Surpris, les Allemands n'ont pas le temps de répondre et sont tués par Tassin. Les quatre hommes prennent alors le véhicule et les corps des deux soldats. Pendant leur escapade vers le front, ils tentent de comprendre son fonctionnement ; en particulier celui du canon positionné au-dessus du conducteur. Ils sont rejoints en cours de route par Carlier. Plus loin, des soldats allemands déguisés en policiers français font capturer les officiers du commandement du 106e (à l'exception du colonel Blanchet qui a été oublié par ses subordonnés), puis blessent gravement Carlier avant d'être tués à leur tour. Le quatuor laisse Carlier aux soins et reprennent la route pour se venger. Ils éliminent un char allemands. Puis, ils sont aiguillés sur le mauvais chemin et rattrapent une colonne de prisonniers français, surveillés par des soldats allemands, qui n'est autre que la 7e compagnie. Le quatuor dépasse les prisonniers et force les Allemands qui les surveillent à avancer plus vite devant leur véhicule, laissant sans surveillance les soldats français. Ces derniers s'empressent alors de disparaître dans le bois longeant la route. Ainsi, la 7e compagnie est libérée.
Quatre ans plus tard, en juin 1944, dans un avion piloté par le lieutenant Duvauchel, les trois compères vont être parachutés sur la France. Ils tombent prématurément de l'appareil, Pithivier ayant glissé dans l'avion.

## Fiche technique
- Titre : Mais où est donc passée la septième compagnie ?
- Réalisation : Robert Lamoureux
- Assistant réalisateur : Bernard Toublanc-Michel
- Scénario : Robert Lamoureux
- Décors : Pierre Cadiou
- Photographie : Marcel Grignon
- Opérateur : Daniel Vogel
- Montage : Gérard Pollicand
- Musique : Henri Bourtayre
- Effets spéciaux : Jacques Martin
- Scènes aériennes : Salis Aviation
- Production : Alain Poiré (Gaumont)
- Pays d'origine :  France
- Langue : français
- Genre : comédie, guerre
- Durée : 95 minutes
- Date de sortie[1] :
  -  France : 13 décembre 1973

## Distribution
- Jean Lefebvre : Le soldat Pithivier
- Pierre Mondy : Le sergent-chef Chaudard
- Aldo Maccione : Le soldat Tassin
- Robert Lamoureux : Le colonel Blanchet
- Pierre Tornade : Le capitaine Dumont
- Érik Colin : Le lieutenant Duvauchel
- Alain Doutey : Carlier dit « Le p'tit »
- Jean-Claude Houdinière : Le lieutenant de la 7e compagnie
- Konrad Von Bork : Le commandant Von Kurtel
- Rudy Lenoir : L'adjudant allemand
- Marcelle Ranson-Hervé : Madame Thévenay
- Corinne Lahaye : Germaine
- Robert Dalban : Le fermier
- Raymonde Vattier : La femme du fermier
- Jacques Marin : Marcel Chataigner, l'épicier
- Paul Mercey : Le boulanger
- Paul Bisciglia : Le père en exode sur la route
- Magali de Vendeuil : La mère en exode sur la route
- France Lamoureux : La fillette en exode sur la route
- Pierre Mirat : Le curé
- Florence Blot : La doctoresse
- Michel Duchezeau : Le soldat français aux transmissions (début de film)
- Serge Lahssen : Le premier évadé dans la grange
- François Merlet : Le motocycliste de l'état-major allemand

## Production

### Genèse
Robert Lamoureux a écrit son film en se basant sur une partie de son histoire personnelle vécue pendant la débâcle de juin 1940.

### Tournage
La majorité des scènes ont été tournées dans le sud de la région parisienne, dans les Yvelines et en Essonne, dans les environs de Cerny et La Ferté-Alais, ainsi que vers Jouars-Pontchartrain, Rochefort-en-Yvelines et à Machecoul. La scène de l'épicerie a été tournée à Bazoches-sur-Guyonne.
La scène de la fenêtre qui explose avec le militaire français est tournée au restaurant de l'amicale de l'aérodrome de La Ferté-Alais.
Le tournage s'avère très difficile pour Aldo Maccione, alors en mésentente avec Robert Lamoureux. En effet, bien qu'il tourne une comédie, le réalisateur se montre trop sérieux et intransigeant envers l'acteur italien, qui est un plaisantin de nature. Aussi Lamoureux recadre plusieurs fois Maccione dès que celui-ci amuse trop l'équipe. Un jour, lassé des caprices du cinéaste, l'acteur quitte brusquement le plateau et téléphone à la production pour exprimer sa protestation.
De même, Aldo Maccione voue également une certaine jalousie envers Jean Lefebvre qui, adepte du poker et de la bouteille, a tendance à arriver toujours en retard sur le plateau et sans savoir son texte, ce qui, à l'inverse, ne gêne en rien le réalisateur dont Lefebvre est le protégé.

### Accessoires militaires
Il y avait très peu de matériel militaire français ou allemand de l'époque de la Seconde Guerre mondiale disponible pour la réalisation du film. Le matériel de l'armée américaine était facilement disponible. Les véhicules militaires apparaissant dans le film sont donc souvent des surplus de l'armée américaine repeints aux couleurs de l'armée française ou allemande, ou maquillés avec des panneaux de bois pour leur donner la forme des véhicules d'époque.
- L'avion de chasse français et l'avion allemand sont des North American T.6, suivis d'un Sipa S121, avion d'entraînement et d'attaque au sol français.
- La dépanneuse de chars allemande est montée sur une base de Half Track.
- Les panzers allemands sont des M24 Chaffee.

## Accueil

### Box-office
Le film est 3e au box-office français pour l'année 1973 avec 3 944 014 entrées.

### Postérité
À l'occasion d'un rassemblement de véhicules militaires en Belgique en 2013, cette année-là consacré aux semi-chenillés, un club d'amateurs français reconstitue la dépanneuse allemande telle qu'elle avait été conçue pour le film, à partir d'un M3 Half-track,.

## Autour du film
- Le 106e régiment de transmissions, auquel est rattachée la 7e compagnie, n'a jamais existé.
- Comme dans les autres films qu'il a réalisés, Robert Lamoureux joue un rôle secondaire, celui du colonel Blanchet.
- Le scénario situe l'action dans la forêt de Machecoul, du nom d'une forêt de Loire-Atlantique. Cette partie du film a été tournée en forêt de Fontainebleau en Seine-et-Marne. La ligne de front de 1940 avait bien dépassé la forêt de Machecoul puisqu'ayant atteint La Rochelle et les faubourgs de Poitiers. Le nom viendrait plutôt de souvenirs de vacances de Robert Lamoureux[6].
- Les blindés allemands sont, en fait, des engins avec une carrosserie modifiée construite en contreplaqué sur la base du char américain M24 Chaffee. Les semi-chenillés sont également maquillés sur la base des Halftracks américains de la Seconde Guerre mondiale de type M3. Celui « emprunté » par Chaudard et ses hommes est un M3 sur lequel a été greffé un canon antichar PaK 36.
- La scène du combat aérien du lieutenant Duvauchel a été très probablement tournée près de La Ferté-Alais, où se situe la collection d'avions anciens de Jean Salis. Comme il n'existait plus aucun avion de chasse français de 1940 en état de vol, ce sont plusieurs North American T-6 Texan, avions d’entraînement militaire américains de 1937, qui tiendront lieu d'avions français (probablement un Bloch MB.152) et de ses adversaires allemands (probablement des Messerschmitt Bf 109), grâce à des peintures de camouflage et marquages adéquats. On notera également l'apparition furtive d'un Messerschmitt Bf 108 Taifun construit sous licence en France dans l'immédiat après-guerre par la SNCAN.
- Anachronisme notoire, on aperçoit une Chevrolet Styleline dont la production n'a commencée qu'en… 1949 !

Le film a été tourné :
- dans les Yvelines : Villiers-le-Mahieu, Jouars-Pontchartrain, Bazoches-sur-Guyonne, Le Tremblay-sur-Mauldre
- dans l'Essonne : Cerny, La Ferté-Alais, D'Huison-Longueville
- en Seine-et-Marne : forêt de Fontainebleau

### Trilogie
Le succès du film a amené deux suites. Il est donc le premier d'une trilogie.

## Analyse
Mais où est donc passée la septième compagnie ? ravive le genre du comique troupier, la comédie militaire typiquement française. Tombé en désuétude, le genre avait d'abord été exhumé à la faveur de la contestation de l'autorité et du pacifisme de mai 68 dans Les Bidasses en folie avec les Charlots, en 1971. Le triomphe commercial de ce film répand sur les écrans une flopée de « films de bidasses » au cours des années 1970. Mais où est donc passée la septième compagnie ? apporte un cadre différent, se déroulant dans une vraie guerre et non durant le service militaire, se distinguant ainsi de ces films.
Henri Guybet, incarnant Tassin dans les deux suites, estime qu'« il y avait chez Robert Lamoureux ce petit côté franchouillard… surenchéri d’un « esprit banlieue » : Robert, c’était Champigny, Le Perreux, etc. Soit, une atmosphère des plus singulières ». Le critique Francis Courtade ajoute que le film « fait triompher le mythe de la débrouillardise bien de chez nous ».